# Парсонс, Доминик
Доминик Эдвард Парсонс (англ. Dominic Edward Parsons; род. 8 сентября 1987 года, Лондон) — британский скелетонист, бронзовый призёр зимних Олимпийских игр 2018 года, призёр этапа кубка мира по скелетону в Калгари.

## Спортивная карьера
Начал карьеру в качестве бегуна на 400 метров, прежде чем в 2007 году перешёл в скелетон. В октябре 2007 года, после исполнения 20-ти лет, он впервые спустился по ледяному жёлобу на санях, а спустя три месяца дебютировал на этапе кубка Европы в Санкт-Морице.
Дебют на кубке мира состоялся в декабре 2012 года на этапе в Ла-Плане, где Парсонс показал 17 результат. С тех пор, его лучшим достижением в общем зачете кубка мира было пятое место в сезонах 2014/2015 и 2015/2016 годов. На Олимпийских играх 2014 года показал 10-й результат и весь следующий олимпийский цикл неизменно попадал в топ-10 первенств мира по бобслею и скелетону, заняв 7-е место в 2015 году, 10-е в 2016 и 8-е в 2017 году.
На Олимпийских играх 2018 года, по итогам 4-х попыток показал третий результат, выиграв бронзовую медаль. Медаль стала первой для Великобритании на Играх 2018 года и первой в соревнованиях по скелетону среди мужчин с 1948 года, после бронзового успеха Джона Крэммонда на Олимпийских играх в Санкт-Морице.

## Личная жизнь
С 2013 года получает степень доктора философии в университете Бата, работая в направлении «силовые агрегаты». Университет также поддерживает его спортивной стипендией. Вместе с Кристиан Бромли организовали компанию, которая занимается разработкой саней. Находиться в отношениях с австралийской скелетонисткой Жаклин Нарракотт.